# 김종대 (목회자)
김종대(金鍾大, 일본식 이름: 金子鍾大가네코 가나오, 1909년~1989년)는 일제강점기, 대한민국의 장로교 목사이다.

## 생애
전라북도 무주 출신이다. 호(號)는 산남(山南). 그는 어릴 때 전라북도 지역에서 활동하고 있던 선교사 보이열의 전도를 받고 교인이 되었다.
김종대는 보이열의 추천으로 전주신흥학교 중등과정을 이수하고 인근 금산의 육영학원에서 교사로 근무했다. 이후 전주성경학교에 진학하여 전도사가 되었고 진안군에 갈현교회를 개척했며, 1931년에는 장수읍교회 전도사가 되었다. 이처럼 열정적인 활동으로 또다시 보이열의 추천으로 1933년에 평양신학교 진학을 할 수 있었고, 휴학과 복학 끝에 1939년에 평양신학교를 전문학사 학위하고 전북노회에서 목사 안수를 받았다.
남원읍교회 목사를 시작으로 목회 활동을 하던 중, 1942년 제31회 조선예수교장로교 총회에서 서기로 선출되었다. 이때 김종대는 34세의 젊은 나이였는데, 행정 능력을 인정받아 이듬해에는 총회 총무로 발탁되었다.
일제강점기 말기에 전북노회 회장과 총회 간부를 지내면서 친일 행적이 있다. 일본기독교 장로교단 총무국장직을 맡았고, 창씨개명이나 신사참배 강요, 일본어 사용 등 조선총독부의 종교 황민화 정책에 부응하여 활동했다. 1941년 《장로회보》에 기고한 〈조선기독교의 진로〉라는 글에서는 "종교인도 국민이므로 국법에 절대적으로 순종"해야 한다는 전제 아래, 바울이 전도를 위해 로마 제국 시민권을 갖고 로마식 이름으로 개명했다거나 신약성서가 아람어가 아닌 헬라어로 기록된 사실 등 성서의 일화를 다양하게 인용해가며 각종 친일 주장을 펴고 있다.
광복 후 1947년에는 배은희, 함태영 등과 함께 장로교 총회 재건에 참여했고, 이 과정에서 미군정의 후원을 받았다. 미군정 관제국장으로 재직하면서 일본인의 종교재산을 인수하는 일에도 참여했다. 일본기독교가 세운 경성교회 건물을 인수해 교회를 운영하고, 천리교 건물 등을 접수해 신학교를 세우기도 했다.
한국 전쟁 때는 서울을 점령한 조선인민군을 환영하는 개신교 행사에 장로교 대표로 참가해 설교를 하기도 했으나, 인민군 후퇴 시 납북되지도 않고 이후 부역 혐의를 받지도 않고 살아 남았다. 안동교회에서 시무하다가 1962년 은광교회로 부임하여 1979년까지 근무했고, 대한예수교장로회(통합) 총회장으로 선출되었다. 서울장로회신학교 이사장, 한국기독공보사 사장, 방파선교회 초대 회장직 도 역임한 바 있다.

## 사후
2008년 발표된 민족문제연구소의 친일인명사전 수록예정자 명단 중 종교 부문에 선정되었다.
김종대가 오랫동안 재직했던 은평구 불광동의 은광교회는 부속 건물을 주민들에게 개방하여 도서관으로 운영하면서, '김종대 목사 기념도서관'이라는 이름을 붙였다.

## 같이 보기
- 안동교회
- 대한예수교장로회(통합)

## 참고 문헌
- 김수진 (2005년 9월 20일). 〈제57회 총회장 김종대 목사 (1972-1973년)〉. 《총회를 섬겨온 일꾼들》. 서울: 한국장로교출판사. ISBN 8939806433.
- 김삼웅 (1995년 2월 1일). 〈김종대 : "창씨개명하여 일본국민 되었으니 얼마나 감사한가"〉. 《친일파 100인 100문 - 친일의 궤변, 매국의 논리》. 서울: 돌베개. ISBN 9788971990704.